# Valdepasillas
Valdepasillas è un quartiere moderno che si trova nella città spagnola di Badajoz. È caratterizzato dalla presenza di grandi parchi, giardini e larghe strade che formano uno spazio aperto e pieno di bar, pub e ristoranti. In questo quartiere si trovano la Banca Nazionale della Spagna nella regione dell'Estremadura, così come la sede a livello nazionale della Confederación Hidrográfica del Guadiana. 
Il viale principale, Sinforiano Madroñero, attraversa il quartiere da nord a sud, dal ponte chiamato Puente Real, che collega Valdepasillas all’Avenida de Elvas, dove ci sono l'Universidad de Extremadura e l'Hospital Infanta Cristina, fino al quartiere del Cerro del Viento. Altre vie principali di Valdepasillas sono Godofredo Ortega y Muñoz (pittore) e José María Alcaraz y Alenda (vescovo di Badajoz) che l'attraversano da est a ovest, dove ci sono parecchi parchi, giardini e fontane.
Il parco principale è quello chiamato Piazza de las Américas, anche conosciuto con il nome di Parque Pitusa, benché ce ne sono altri più moderni come quelli situati nelle vie Teodomiro Camacho Ruiz e José Pérez Jiménez, via di Alconchel e Piazza di Miguel López-Alegría.